# Ole Bremseth
Ole Bremseth (2 gennaio 1961) è un ex saltatore con gli sci norvegese.

## Biografia
In Coppa del Mondo esordì il 30 dicembre 1979 a Oberstdorf (70°), ottenne il primo podio il 14 febbraio 1981 a Sapporo (2°) e la prima vittoria il 4 marzo 1982 a Lahti.
In carriera prese parte a un'edizione dei Campionati mondiali, Oslo 1982, vincendo due medaglie.

## Palmarès

### Mondiali
- 2 medaglie:
  - 1 oro (gara a squadre a Oslo 1982)
  - 1 bronzo (gara a squadre[1] a Oslo 1982)

### Coppa del Mondo
- Miglior piazzamento in classifica generale: 5º nel 1982
- 11 podi (tutti individuali), oltre a quello conquistato in sede iridata e valido anche ai fini della Coppa del Mondo:
  - 6 vittorie
  - 3 secondi posti
  - 2 terzi posti

#### Coppa del Mondo - vittorie
| Data          | Località      | Nazione        | Trampolino               |
| ------------- | ------------- | -------------- | ------------------------ |
| 4 marzo 1982  | Lahti         | Finlandia      | Salpausselkä K88         |
| 7 marzo 1982  | Lahti         | Finlandia      | Salpausselkä K88         |
| 19 marzo 1982 | Štrbské Pleso | Cecoslovacchia | MS 1970 K110             |
| 20 marzo 1982 | Štrbské Pleso | Cecoslovacchia | MS 1970 K88              |
| 27 marzo 1982 | Planica       | Jugoslavia     | Srednija K92             |
| 28 marzo 1982 | Planica       | Jugoslavia     | Bloudkova velikanka K122 |